# Hôtel de ville de Gouda
L'hôtel de ville de Gouda (en néerlandais : Stadhuis van Gouda) est un monument historique de style gothique flamboyant construit de 1447 à 1450 au centre du Markt, au cœur de la ville. Il n'abrite plus de nos jours la mairie de Gouda, transférée depuis 2012 dans un nouvel édifice.

## Architecture
L'hôtel de ville de Gouda a été construit dans le style gothique flamboyant, sa façade date de 1450 et son perron, de style Renaissance, date de 1603. Une colonnade toscane, servant originellement d'échafaud, a été adjointe à l'édifice en 1697. A l'intérieur, les dessus de porte ont été réalisés par J. Giseling et les tapisseries, datant de 1643, sont l'œuvre de Jacobus Ruffelaer.